# Naji Shushan
Naji Said Al Shushan (Tripoli, 14 gennaio 1981) è un calciatore libico, di ruolo difensore.

## Carriera

### Club
Ha sempre giocato nel campionato libico.

### Nazionale
Ha esordito in Nazionale nel 2001.